# Regió del Maule
La regió del Maule és una de les 16 regions de Xile. Limita al nord amb la regió d'O'Higgins, al sud amb la regió de Bío-Bío, a l'oest amb l'oceà Pacífic i a l'est amb les Províncies de Mendoza i Neuquén (Argentina).